# Aspilota nidicola
Aspilota nidicola är en stekelart som beskrevs av Karl-Johan Hedqvist 1972. Aspilota nidicola ingår i släktet Aspilota och familjen bracksteklar. Arten är reproducerande i Sverige. Inga underarter finns listade.